# 1921 (chanson)
Pour les articles homonymes, voir 1921.
Pistes de Tommy
It's a Boy Amazing Journey
1921 est une chanson du groupe britannique The Who, parue sur l'opéra-rock Tommy en 1969.

## Caractéristiques
Cette chanson a un rôle central dans le déroulement de l'histoire racontée sur l'album. Ici, le père de Tommy, le Capitaine Walker, que l'on croyait mort au combat, revient brusquement chez lui, surprenant sa femme dans les bras de son amant. Il tue son rival, sous les yeux de son fils. Le père et la mère persuadent le garçon qu'il n'a rien vu, rien entendu, et qu'il ne dira rien à personne (you didn't hear it, you didn't see it, you won't say nothing to no one); si bien que le petit garçon devient instantanément sourd, aveugle et muet, le plongeant dans des abîmes qui le poursuivront tout au long de l'histoire.
Pete Townshend, l'auteur de la chanson, donne son explication des paroles :
« Le père abat l'amant de la mère. Le père de Tommy était supposé avoir disparu au combat — n'espérez pas le revoir (v. les paroles d'Overture) — avant la naissance de Tommy. Ensuite, nous sommes en 1921 — trois ans après la fin de la guerre —, et nous voyons que la mère est manifestement avec quelqu'un d'autre; elle dit, je pense que 1921 va être une bonne année. C'est alors que le père de Tommy arrive en trombe, se jette à travers la porte, et tue l'amant. Un coup de feu a été coupé de l'enregistrement. Notre producteur Kit Lambert était contre tous les effets sonores, à l'exception du bris de miroir… Tommy fut témoin d'un évènement traumatisant, et la clé que les gens n'ont pas remarqué est que cet évènement était reflété dans un miroir. Nous avons intentionnellement obscurci le fait de la vision du meurtre dans le miroir; mais la clé est que dans l'arrière-plan de 1921, vous avez des réflexions — you didn't hear it (I heard it). »
Le fait est que lorsque l'on écoute plus précisément les couplets, on entend clairement Roger Daltrey au contrechant, chanter I Heard it, I Saw it… C'est Pete Townshend qui tient le chant principal au long de la chanson. Il est accompagné de chœurs lorsque les parents essayent de convaincre Tommy. L'introduction principale, accompagnée au piano, plonge la chanson dans une ambiance rêveuse. Les arpèges délicats de Townshend s'opposent à la partie de batterie assez classique de Keith Moon, éloignée de son excentricité habituelle.

## Versions en concert
Des versions en concert peuvent être trouvées sur l'édition deluxe de Live at Leeds et sur Live at the Isle of Wight Festival 1970, ainsi que sur l'album Live at Hull.
Sur la version américaine de cet album, cette chanson s'intitulait You Didn't Hear It.

## Sources et liens externes
- Notes sur Tommy
- Paroles de 1921
- Tablatures pour guitare de 1921